# Wybory generalne w Paragwaju w 2008 roku

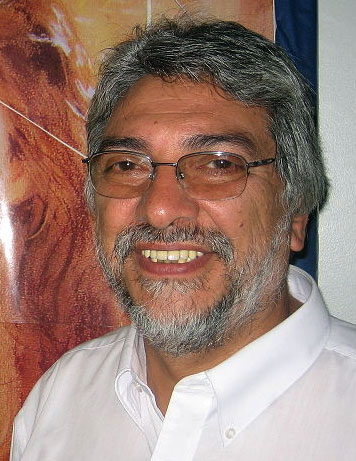
Fernando Lugo (2008), zwycięzca wyborów, prezydent Paragwaju w latach 2008–2012

Wybory prezydenckie w Paragwaju w 2008 roku odbyły się 20 kwietnia. Trzema głównymi kandydatami byli: były biskup katolicki Fernando Lugo z lewicowego, opozycyjnego Patriotycznego Sojuszu na Rzecz Zmian, kandydatka rządzącego Stowarzyszenia Narodowo-Republikańskiego Blanca Ovelar oraz emerytowany generał Lino Oviedo. W wyborach zwyciężył Fernando Lugo.
Tego samego dnia przeprowadzone zostały wybory parlamentarne oraz wybory gubernatorów departamentów.

## Wyniki i reakcje
Według wyników z ok. 70% lokali wyborczych zwycięstwo odniósł Fernando Lugo, który zdobył 40,9% głosów. Drugie miejsce przypadło Blance Ovelar (30,6%), a trzecie gen. Lino Oviedo (21,9%). Frekwencja wyniosła 67,8%.
Wybory parlamentarne wygrał Narodowy Republikański Związek - Partia Kolorado (29 na 80 miejsc w Izbie Deputowanych i 15 na 45 miejsc w Senacie). Druga była Autentycznie Radykalna Partia Liberalna (26 na 80 i 14 na 45), trzecie miejsce zajęła Narodowa Unia Etycznych Obywateli (16 na 80 i 9 na 45).
Zaangażowanie i zwycięstwo Fernando Lugo wywołało liczne komentarze, szczególnie w krajach katolickich. Zwraca się uwagę na fakt, że choć na Lugo nałożono zakaz wykonywania czynności kapłańskich, to formalnie wciąż pozostawał biskupem. Podjęciem stosownych kroków w sprawie zajął się papież Benedykt XVI. 30 lipca 2008 Lugo został przeniesiony do stanu świeckiego.